# Jassa cadetta
Jassa cadetta is een vlokreeftensoort uit de familie van de Ischyroceridae. De wetenschappelijke naam van de soort is voor het eerst geldig gepubliceerd in 2008 door Krapp, Rampin & Libertini.